# Toninho Baiano
Antônio Dias dos Santos, ismertebb nevén: Toninho (Vera Cruz, 1948. június 7. – Salvador da Bahia, 1999. december 8.) brazil válogatott labdarúgó.

## Pályafutása

### Klubcsapatban
1966-ban a São Cristóvão csapatában kezdte a pályafutását. 1967 és 1969 között a Galícia EC játékosa volt. 1970 és 1975 között a Fluminensében játszott, melynek színeiben három Carioca bajnoki címet szerzett (1971, 1973, 1975). 1975 és 1980 között a Flamengo együttesével szintén háromszor nyerte meg az állami bajnokságot: 1978-ban és 1979-ben két alkalommal is, továbbá 1980-ban brazil bajnoki címet szerzett. 1980 és 1981 között Szaúd-Arábiában az Al-Ahli csapatában játszott, majd visszatért Brazíliába a Bangu együtteséhez, ahol 1982-ben befejezte a pályafutását.   

### A válogatottban
1976 és 1979 között 17 alkalommal szerepelt a brazil válogatottban és 3 gólt szerzett. Részt vett az 1978-as világbajnokságon és tagja volt az 1979-es Copa Américán résztvevő válogatott keretének is. 

## Sikerei, díjai

### Játékosként
Fluminense
- Carioca bajnok (3):  1971, 1973, 1975

Flamengo
- Brazil bajnok (1): 1980
- Carioca bajnok (3):  1978, 1979 (1), 1979 (2)

Brazília
- Világbajnoki bronzérmes (1): 1978